# Юнк, Бруно Петрович
Бруно Петрович Юнк (эст. Bruno Junk; по эстонскому паспорту — Бруно Юнк; 27 сентября 1929, Валга — 22 сентября 1995, Тарту) — советский легкоатлет (спортивная ходьба), чемпион и призёр чемпионатов СССР, олимпийский призёр. Заслуженный мастер спорта СССР (1956). Заслуженный деятель спорта Эстонской ССР (1969).
Юнк завоевал бронзовые медали на Олимпийских играх 1952 года в Хельсинки (в ходьбе на 10 км) и Олимпийских играх 1956 года в Мельбурне (в ходьбе на 20 км).

## Выступления на чемпионатах страны
- Чемпионат СССР по лёгкой атлетике 1951 года:
  - Спортивная ходьба на 20 километров —  (1:37.31,0);
- Чемпионат СССР по лёгкой атлетике 1952 года:
  - Спортивная ходьба на 10 километров[англ.] —  (43.58,4);
- Чемпионат СССР по лёгкой атлетике 1953 года:
  - Спортивная ходьба на 10 километров[англ.] —  (44.29,6);
- Чемпионат СССР по лёгкой атлетике 1955 года:
  - Спортивная ходьба на 20 километров —  (1:32.56,0);
- Чемпионат СССР по лёгкой атлетике 1958 года:
  - Спортивная ходьба на 20 километров —  (1:29.59,2);

## Награды
- орден Трудового Красного Знамени (27.04.1957) — «за успехи, достигнутые в деле развития массового физкультурного движения в стране, повышения мастерства советских спортсменов, и успешное выступление на международных соревнованиях»